# Perodua Bezza
Der Perodua Bezza ist eine Limousine, die vom malaysischen Automobilhersteller Perodua produziert wird. Er wurde am 21. Juli 2016 als Peroduas erste Limousine und als Ergänzung zum Kleinstwagen Axia auf den Markt gebracht.
Der Bezza basiert auf der Plattform des Axia und wird von dessen 1,0-Liter-Motor angetrieben, oder von einem neuen 1,3-Liter-Motor, der auch im Perodua Myvi zu finden ist. Der Bezza ist das zweite Modell aus der neuen Fabrik von Perodua in Serendah, im Bundesstaat Selangor in Malaysia.
Der Perodua Bezza ist das erste Modell des Unternehmens mit Start-Stopp-Automatik und Bremskraftrückgewinnung. Der Bezza ist auch der erste Perodua mit Fahrdynamikregelung (ESP, „electronic stability program“). Das Topmodell Bezza Advance erhielt fünf Sterne im ASEAN NCAP.

## Namensgebung
Der Name Bezza leitet sich vom malaiischen Wort beza ab, das „anders“ bedeutet. Außerdem stehen die Buchstaben zz in Bezza für die Zahl 22, da der Wagen im 22. Jahr des Bestehens von Perodua eingeführt wurde. Das Bezza-Logo wurde so gestaltet, dass die beiden zz wie ein einziges z aussehen.

## Modellgeschichte

### Entwicklung
Die Produktion von Peroduas erster Limousine wurde erstmals auf der Kuala Lumpur International Motor Show (KLIMS) 2010 angedeutet, als Perodua sein Konzeptmodell namens Bezza vorstellte. Drei Jahre später präsentierte Perodua auf der KLIMS 2013 ein weiteres Konzeptmodell, diesmal mit dem Namen Buddyz. Beide Konzeptmodelle wurden von Peroduas eigener Design-Abteilung unter der Leitung von Muhamad Zamuren Musa entworfen. Die Produktion von Peroduas erster Limousine wurde 2015 vom Vorstandsvorsitzenden Datuk Aminar Rashid genehmigt. Das Produktionsmodell sollte vom Buddyz-Konzeptmodell inspiriert sein und trug den Codenamen D63D.
Der Bezza ist Peroduas erste große Eigenentwicklung. Er basiert nicht direkt auf einem bereits existierenden Toyota- oder Daihatsu-Modell, wird aber von Motoren von Toyota angetrieben und basiert auf der von Daihatsu entwickelten Axia-Plattform. Daihatsu unterstützte Perodua technisch beim Design und der Entwicklung der oberen Karosseriestruktur. Perodua behauptet, dass der Bezza zu 95 % aus lokalen Komponenten bestehe und mit einem Aufwand von 300 Millionen Ringgit entwickelt worden sei. Der Perodua Bezza steht auf seinem Heimatmarkt in Malaysia gegen den Proton Saga der dritten Generation.

### Verkaufsstart
Der Perodua Bezza wurde am 21. Juli 2016 eingeführt. Bei der Markteinführung waren drei Varianten verfügbar: Standard G, Premium X und Advance.
Anfang April 2017 erhielt der Perodua Bezza ein kleines Update, wobei der hintere Stoßfänger für alle Varianten eine tiefere Schürze erhielt. Die Premium X- und die Advance-Variante erhielten Chrom-Platin-Zierleisten an den Bedienelementen der Klimaanlage, und die Advance-Variante erhielt eine neue Lederausstattung, die ohne die bisherige Steppung auskommt.
Im April 2018 wurde der Standard G durch eine GXtra-Variante ersetzt. Der GXtra hat eine erweiterte Ausstattung, die unter anderem Seitenschwellerverkleidungen und verchromte Türgriffe umfasst. Außerdem ist die neue Außenfarbe ozeanblau erhältlich, eine Option, die bisher den Varianten mit dem 1,3-Liter-Motor des Bezza vorbehalten war. Das Armaturenbrett und das Panel rund um das Multimediasystem sind mit schwarzem Klavierlack versehen und das Multimediasystem hat nun eine Bluetooth-Schnittstelle. Die Einfassungen der Lüftungsdüsen, die Lenkradspeichen und der Sockel des Schalthebels sind seidenmatt lackiert. Abgerundet wird das Ganze durch verchromte Türgriffe, die denen an der Außenseite nachempfunden sind.
Am 11. April 2019 wurde eine auf 50 Exemplare limitierte Edition des Bezza vorgestellt. Die Variante basierte auf der Premium X-Variante und war ausschließlich mit einem Automatikgetriebe ausgestattet. Zu den Änderungen gegenüber der Premium X-Variante gehörten sämtliche Zubehörteile aus Peroduas GearUp-Zubehörkatalog sowie unterschiedliche Oberflächen verschiedener Komponenten.

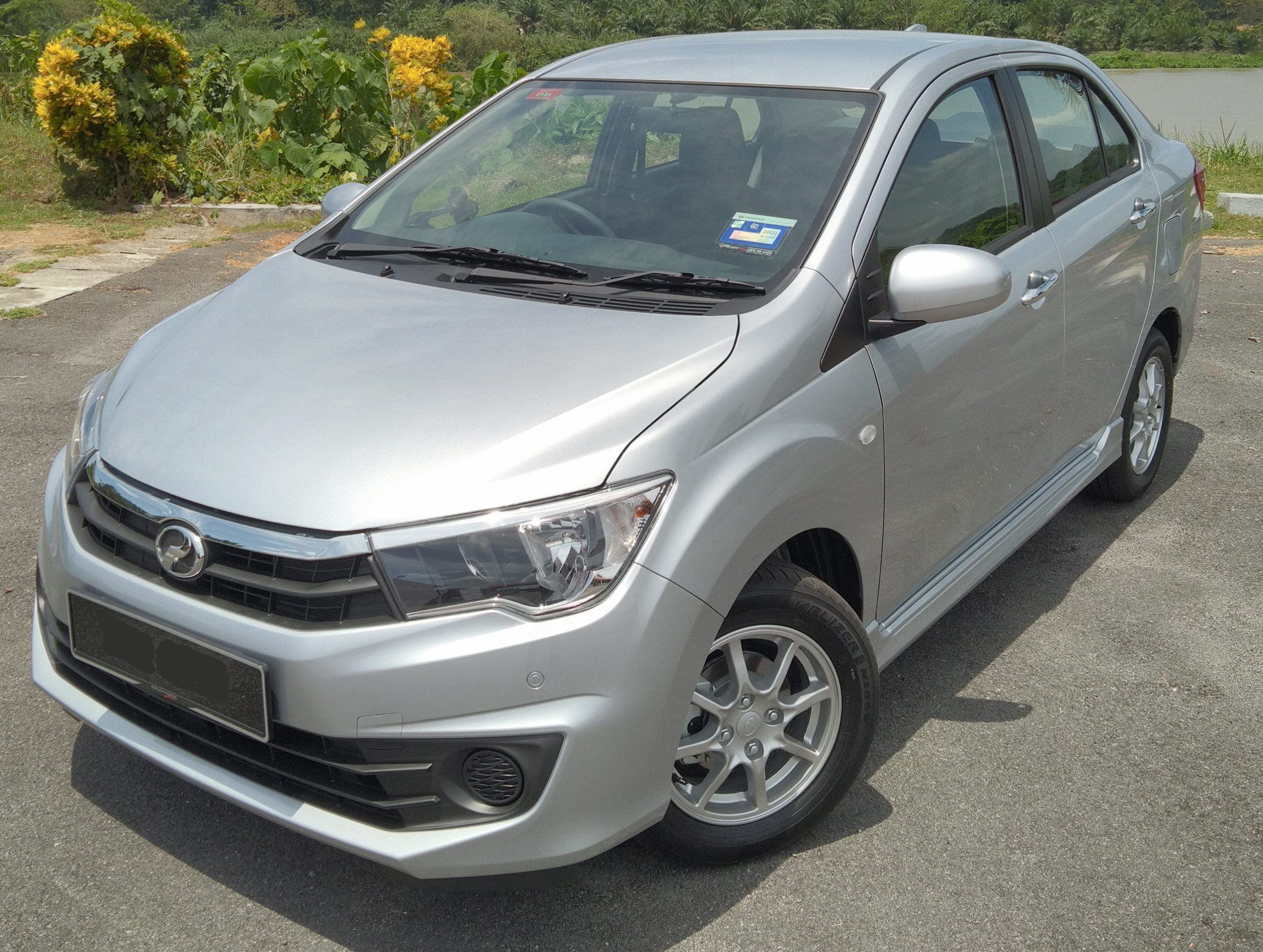
Perodua Bezza GXtra (2016–2020)
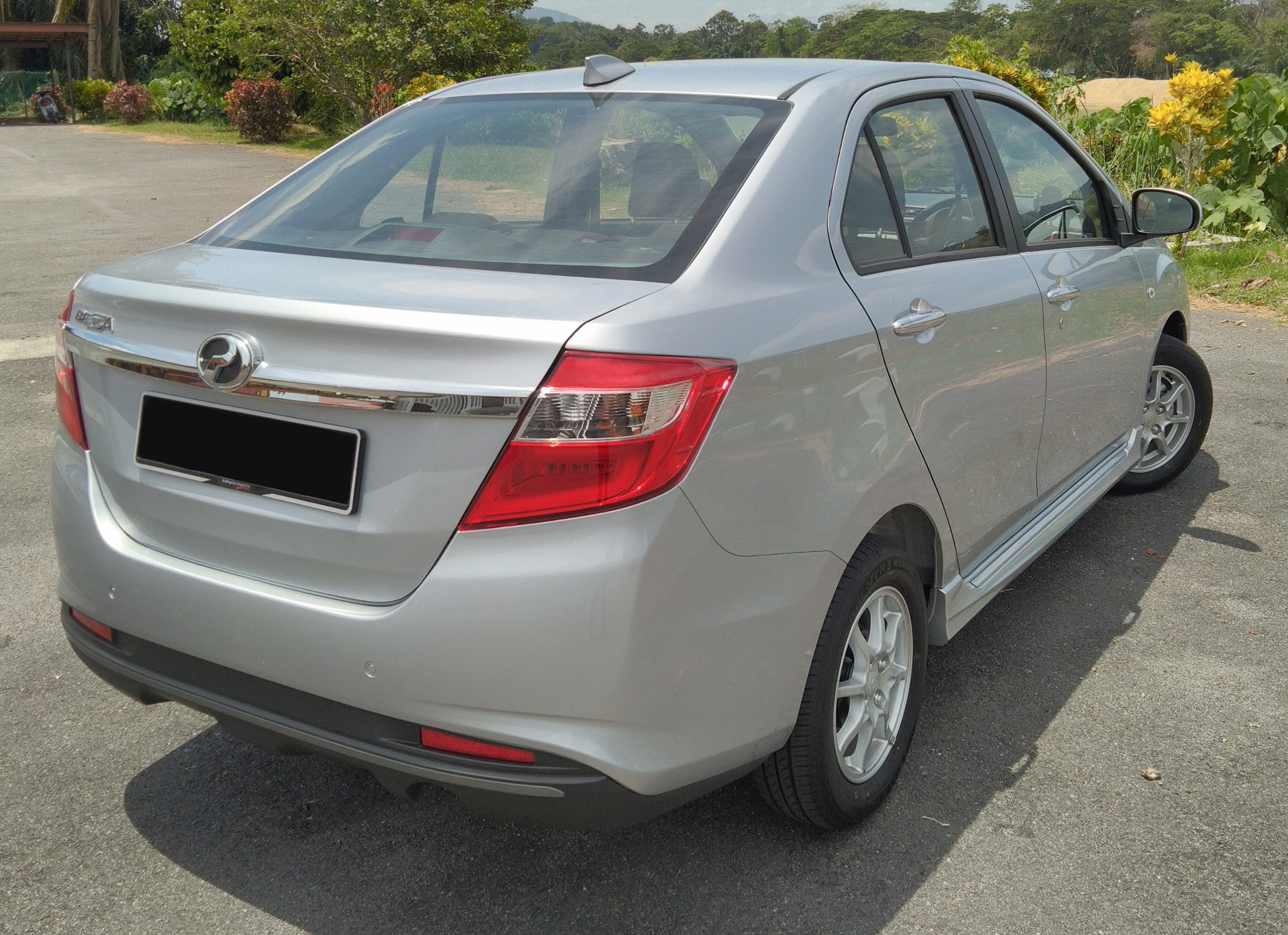
Heckansicht

### Facelift
Anfang Januar 2020 wurde die Facelift-Version in Malaysia eingeführt, die sowohl innen als auch außen Änderungen am Bezza brachte. Der neue Bezza hat nun neu gestaltete Stoßfänger vorne und hinten und LED-Scheinwerfer für alle Varianten. Die hintere Chromleiste und die Seitenschweller sind in hochglanzschwarz ausgeführt. Die Ein-Liter-Varianten sind mit 14-Zoll-Rädern im Turbinendesign, die 1,3-Liter-Varianten mit zweifarbigen 15-Zoll-Rädern ausgestattet. Zu den bisherigen vier Farben kamen zwei neue hinzu: granatrot und granitgrau. Es gibt nun die Varianten 1.0 G Manual, 1.0 G Automatic, 1.3 X und 1.3 AV.
Der Bezza hat ein neues Kombiinstrument mit weißer Beleuchtung. Die mit schwarzem Klavierlack versehene Zierleiste, die das Armaturenbrett des Vorfaceliftmodells durchzog, wurde durch eine silberne Zierleiste ersetzt.
Der neue Bezza in der AV-Variante ist nun auch mit einer Rückfahrkamera und mit Peroduas Fahrerassistenzsystem ASA 2.0 ausgestattet, das Fußgängererkennung, Kollisionswarnsystem, einen autonomen Notbremsassistenten, Abfahrtswarnung vorne und Pedal-Fehlbedienungskontrolle umfasst. Jede Variante ist serienmäßig mit Parksensoren hinten, Antiblockiersystem (ABS) und elektronischer Bremskraftverteilung (EBD) ausgestattet, während die 1.3 Liter-Varianten zusätzlich ESP, Keyless Entry mit Startknopf und Parksensoren vorne enthalten.

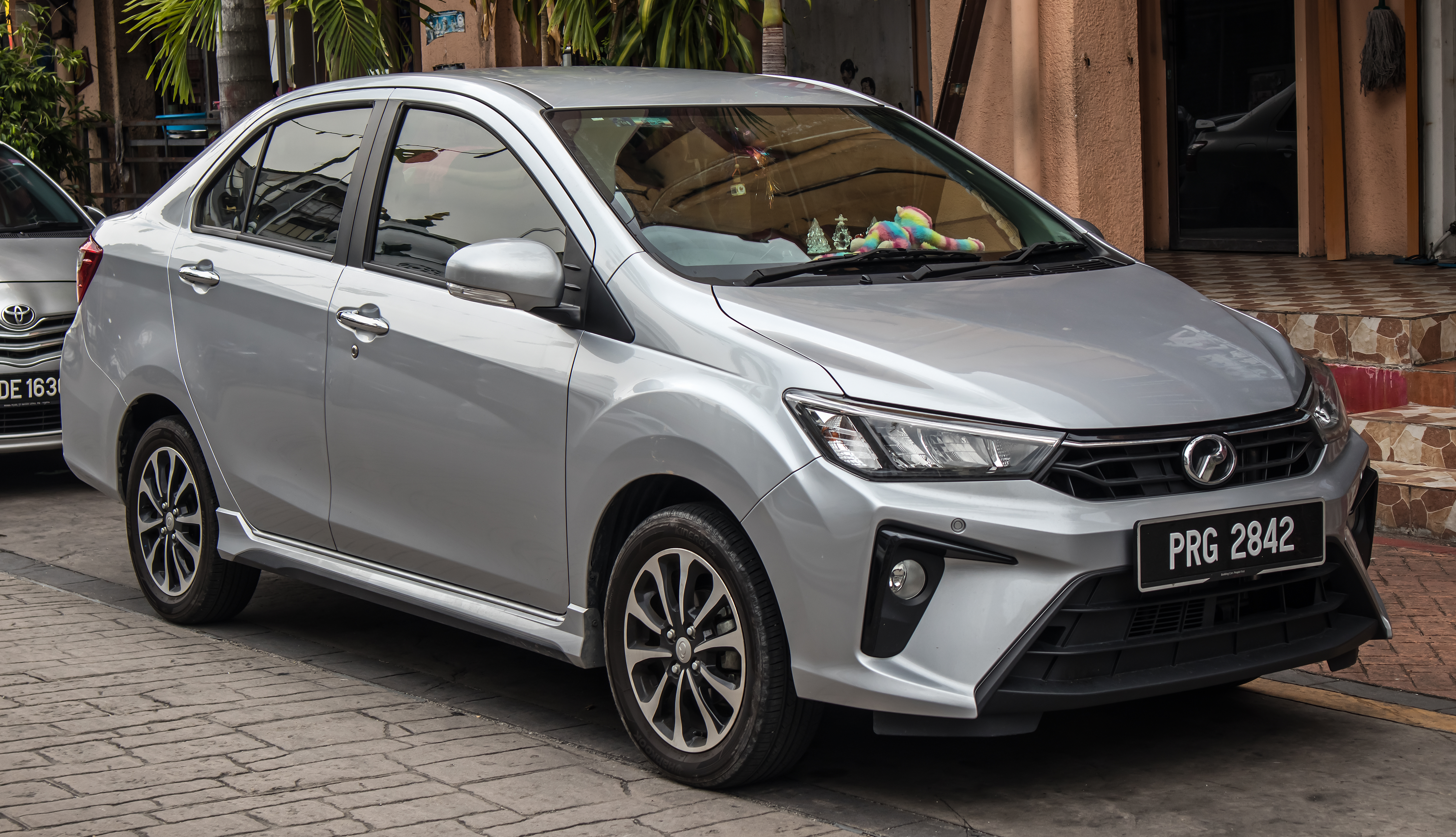
Perodua Bezza X (seit 2020)
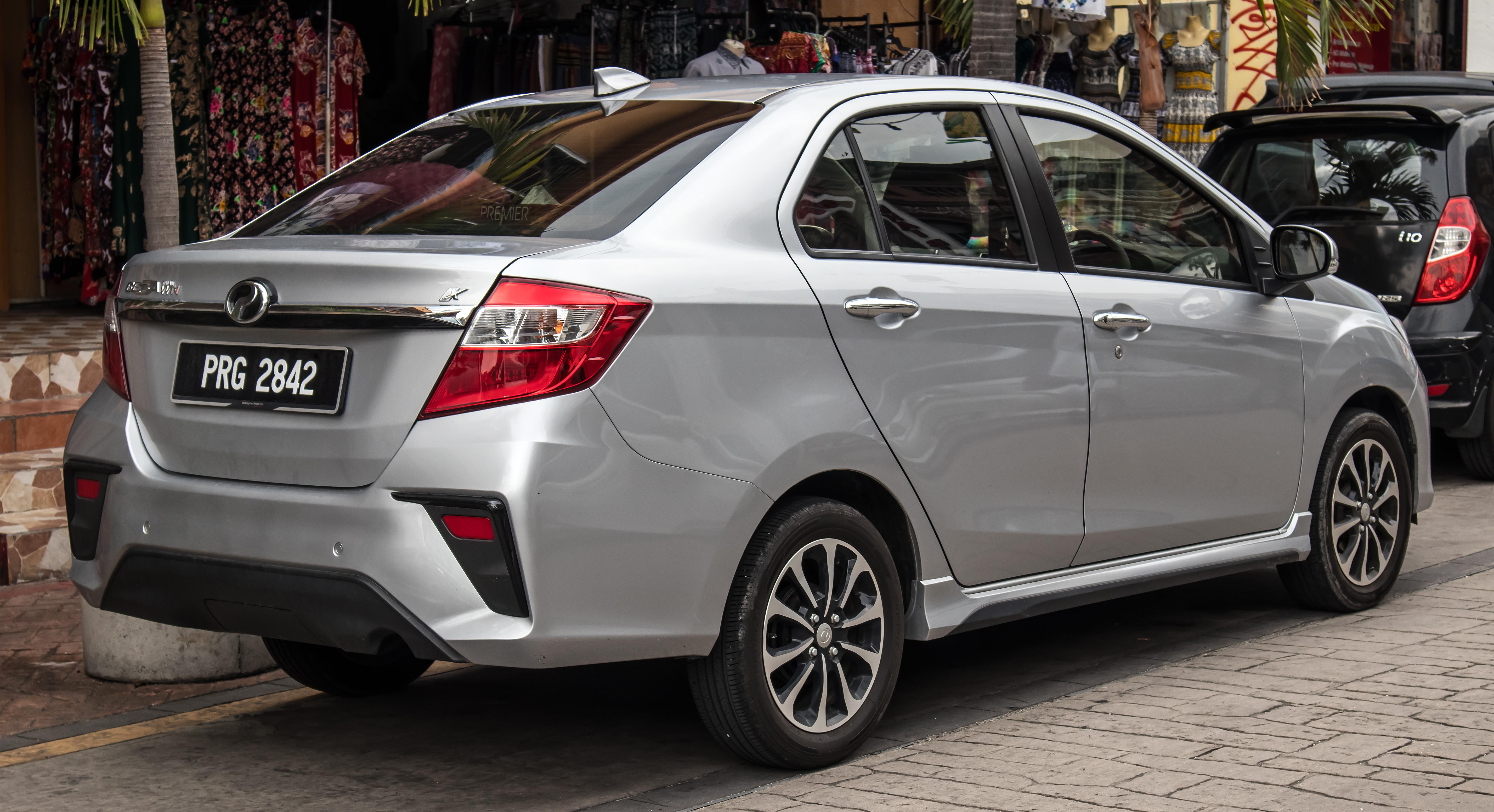
Heckansicht

## Ausstattung
Die Standard-G-Variante ist mit 14-Zoll-Leichtmetallrädern mit 7 Speichen, Stoffsitzen, einem Polyurethan-Lenkrad, einem Audiosystem mit USB- Anschluss, einen Handy-Steckplatz im hinteren Teil der Mittelkonsole, fest verankerten Kopfstützen auf den Rücksitzen, einer im 60:40 Verhältnis teilbar umklappbaren Rückbank, einer Fernentriegelung des Kofferraums, manuell verstellbaren Seitenspiegeln ohne Blinker, seitlich an der Karosserie angebrachten Blinkern und elektrischen Fensterhebern vorne und hinten ausgestattet.
Serienmäßig kommt der Perodua Bezza mit 14-Zoll-Aluminiumrädern, lackierten Stoßfängern vorne und hinten, einen hochglanzschwarz und silbrig lackierten Frontgrill, LED-Frontscheinwerfern, elektrisch verstellbaren Außenspiegeln mit integrierten Blinkern, zweifarbiger Hintertür-Verzierung, Türgriffen außen in Chrom, Parksensoren hinten, LED-Heckleuchten, Stoffsitzen mit fest verankerten Kopfstützen hinten, elektrischen Fensterhebern vorne und hinten mit Automatikfunktion für das Fenster an der Fahrerseite, elektrischer Servolenkung, automatisch ein- und ausschaltbaren Scheinwerfern, Isofix-Ankerpunkten für Kindersitze, einem Mehrzweckbehälter in der Mittelkonsole, einem Multimediasystem mit USB- und Bluetooth-Schnittstellen, Bordcomputer und einem 12-V-Anschluss.
In der 1.3-X-Version erhält der Perodua Bezza zusätzlich zur Serienausstattung zweifarbige 15-Zoll-Aluminiumräder, Nebelscheinwerfer vorne, Parksensoren vorne, schwarz verkleidete B-Säulen, Stoffsitze mit abnehmbaren Kopfstützen hinten, Einklemmschutz für den elektrischen Fensterheber an der Fahrerseite, Keyless Entry mit Startknopf, und höhenverstellbaren Fahrersitz.
Die bestausgestattete 1.3-AV-Version enthält zusätzlich zur Serienausstattung noch elektrisch einklappbare Außenspiegel, eine Rückfahrkamera, Ledersitze, ein Multimediasystem mit Navigationssystem, Bildschirmspiegelungsfunktion und USB-, Bluetooth- sowie HDMI-Schnittstelle, Start-Stop Automatik und Peroduas Fahrerassistenzsystem ASA 2.0.

## Technische Daten
Der Perodua Bezza wird mit zwei verschiedenen Motorvarianten produziert, die mit einem manuell zu schaltenden oder einem Automatikgetriebe angeboten werden. Beide Motoren werden von Perodua unter Lizenz von Daihatsu, einem Mitglied der Toyota-Gruppe, hergestellt.
Die Standard G- und GXtra-Variante wird von Peroduas neuem 1,0-Liter-Dreizylindermotor 1KR-VE angetrieben, der eine modifizierte und verfeinerte Version des 1KR-DE2-Motors aus dem Perodua Axia ist. Dieser Motor hat eine um ein PS (735 W) leicht gesteigerte Leistung und ein um 1 Nm höheres maximales Drehmoment als der 1KR-DE2-Motor aus dem Axia. Die Ventilsteuerung der Einlassventile arbeitet variabel nach dem VVT-i-System von Toyota. Darüber hinaus wurden mehrere kleinere Änderungen und Verfeinerungen eingeführt, um die Kraftstoffeffizienz zu erhöhen und dem Drehmomentabfall bei höheren Drehzahlen entgegenzuwirken. Zu den Änderungen gehören ein höheres Verdichtungsverhältnis von 11,5:1, ein Ansaugkanal mit hohem Volumen, ein längerer Ansaugkrümmer, Mikro-Kraftstoffeinspritzung und reibungsarme Ventilstößel. Perodua gibt einen NEFZ-Kraftstoffverbrauch von 4.4 l/100 km für die Variante mit Handschaltung und 4.7 l/100 km mit der Automatik an, was einer Verbesserung von 0.2 l/100 km gegenüber dem alten 1KR-DE2 entspricht.
Die Varianten Premium X und Advance werden von Peroduas neuem 1,3-Liter-Vierzylindermotor 1NR-VE angetrieben. Der 1NR-VE ist eine Weiterentwicklung des K3-VE-Motors aus dem Perodua Myvi der zweiten Generation. Im Gegensatz zum 1KR-VE hat der 1NR-VE eine variable Ventilsteuerung sowohl für die Einlass- als auch für die Auslassventile (Dual VVT-i). Darüber hinaus hat der 1NR-VE längere Ansaugkanäle für ein höheres Drehmoment im unteren und mittleren Drehzahlbereich und einen reibungsarmen Ventiltrieb mit Rollenkipphebeln. Für diesen Motor gibt Perodua einen NEFZ-Kraftstoffverbrauch von 4.6 l/100 km mit Handschaltung und 4.8 l/100 km mit dem Automatikgetriebe an, während die reine Advance-Variante dank des neuen Eco Idle Start-Stop-Systems und der Bremsenergierückgewinnung 4.6 l/100 km erreichen kann.
Sowohl der 1KR-VE- als auch der 1NR-VE-Motor sind mit einem 5-Gang-Schaltgetriebe oder einem 4-Stufen-Automatikgetriebe gekoppelt. Die Varianten Standard G und Premium X werden sowohl mit manuell geschaltetem Getriebe als auch mit Automatikgetriebe angeboten, während die Variante Advance auf das Automatikgetriebe beschränkt ist. Die beiden Motoren 1KR-VE und 1NR-VE erfüllen die Euro 4-Norm. Mit dem Facelift im Jahr 2020 wurde die Variante des Premium X mit Fünfgang-Schaltgetriebe gestrichen, was bedeutet, dass der 1,3-Liter-Motor nicht mehr mit einem 5-Gang-Schaltgetriebe kombiniert werden kann.
| Kenngrößen                                  | 1.0 VVT-i                    | 1.3 Dual VVT-i                          | 1.3 Dual VVT-i              |          |
| ------------------------------------------- | ---------------------------- | --------------------------------------- | --------------------------- | -------- |
| Bauzeitraum                                 | seit 07/2016                 | 07/2016 – 01/2020                       | seit 01/2020                |          |
| Motorkenndaten                              |                              |                                         |                             |          |
| Motortyp                                    | R3-Ottomotor                 | R4-Ottomotor                            | R4-Ottomotor                |          |
| Hubraum                                     | 998 cm³                      | 1329 cm³                                | 1329 cm³                    | 1329 cm³ |
| Verdichtungsverhältnis                      | 11,5 : 1                     | 11,5 : 1                                | 11,5 : 1                    |          |
| Motoraufladung                              | —                            | —                                       | —                           |          |
| max. Leistung                               | 50 kW (68 PS) bei 6000/min   | 70 kW (95 PS) bei 6000/min              | 70 kW (95 PS) bei 6000/min  |          |
| max. Drehmoment                             | 91 Nm bei 4400/min           | 121 Nm bei 4000/min                     | 121 Nm bei 4000/min         |          |
| Kraftübertragung                            |                              |                                         |                             |          |
| Antrieb, serienmäßig                        | Vorderradantrieb             | Vorderradantrieb                        | Vorderradantrieb            |          |
| Getriebe, serienmäßig                       | 5-Gang-Schaltgetriebe        | 5-Gang-Schaltgetriebe                   | 4-Stufen-Automatikgetriebe  |          |
| Getriebe, optional                          | (4-Stufen-Automatikgetriebe) | (4-Stufen-Automatikgetriebe)            | —                           |          |
| Messwerte                                   |                              |                                         |                             |          |
| Höchstgeschwindigkeit                       | 172 km/h                     | 198 km/h                                | 198 km/h                    |          |
| Beschleunigung, 0–100 km/h                  | k. A.                        | k. A.                                   | k. A.                       |          |
| Kraftstoffverbrauch auf 100 km (kombiniert) | 4,4 l Super (4,7 l Super)    | 4,6 l Super (4,8 l Super) [4,6 l Super] | (4,8 l Super) [4,6 l Super] |          |
| Tankinhalt                                  | 36 l                         | 36 l                                    | 36 l                        |          |

* Werte in Klammern gelten für Modelle mit optionalem Getriebe. Werte in eckigen Klammern gelten für das 1.3 Advance/AV Modell mit Eco Idle Start-Stop Automatik

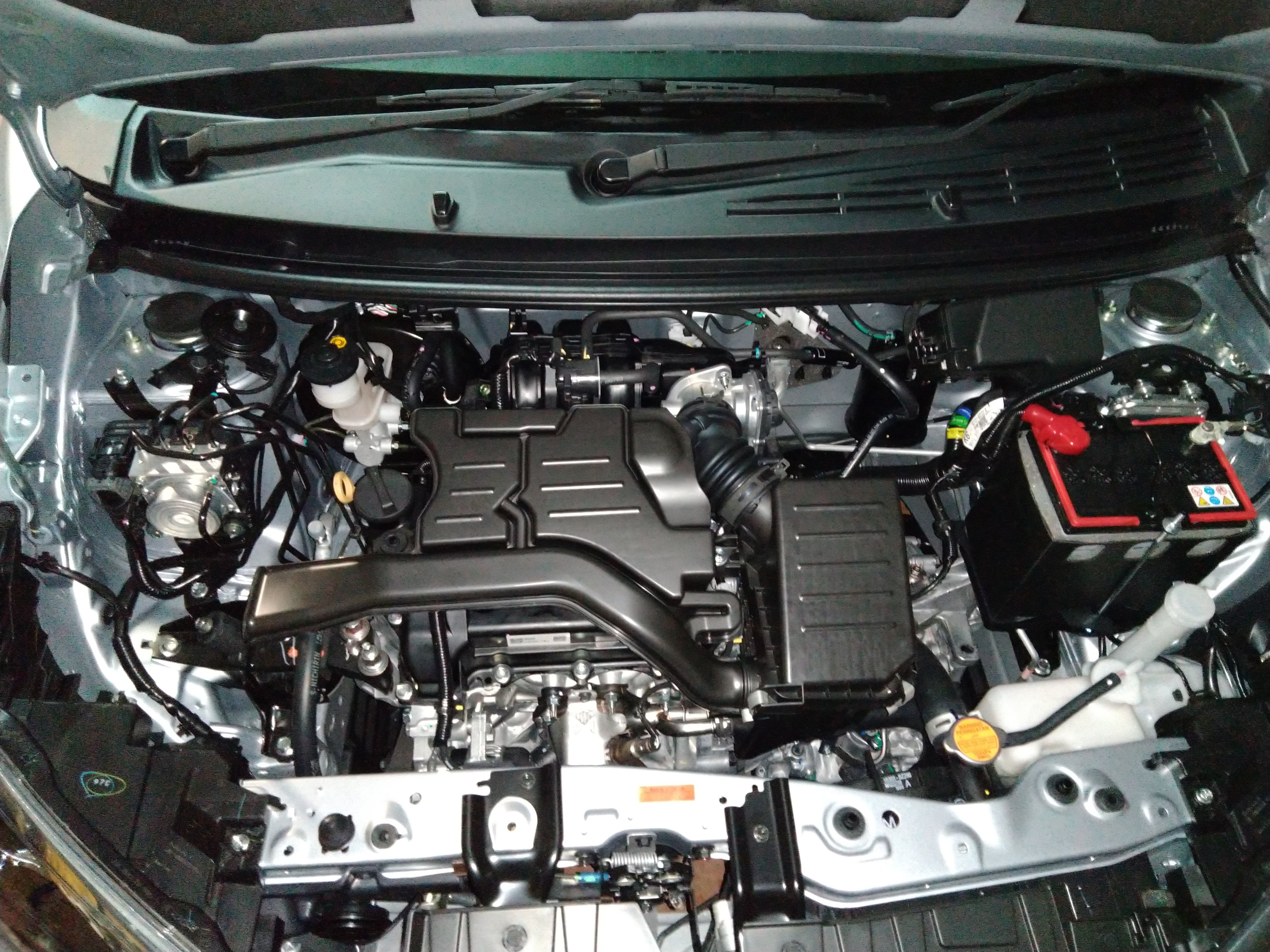
1.0 Liter-Motor 1KR-VE
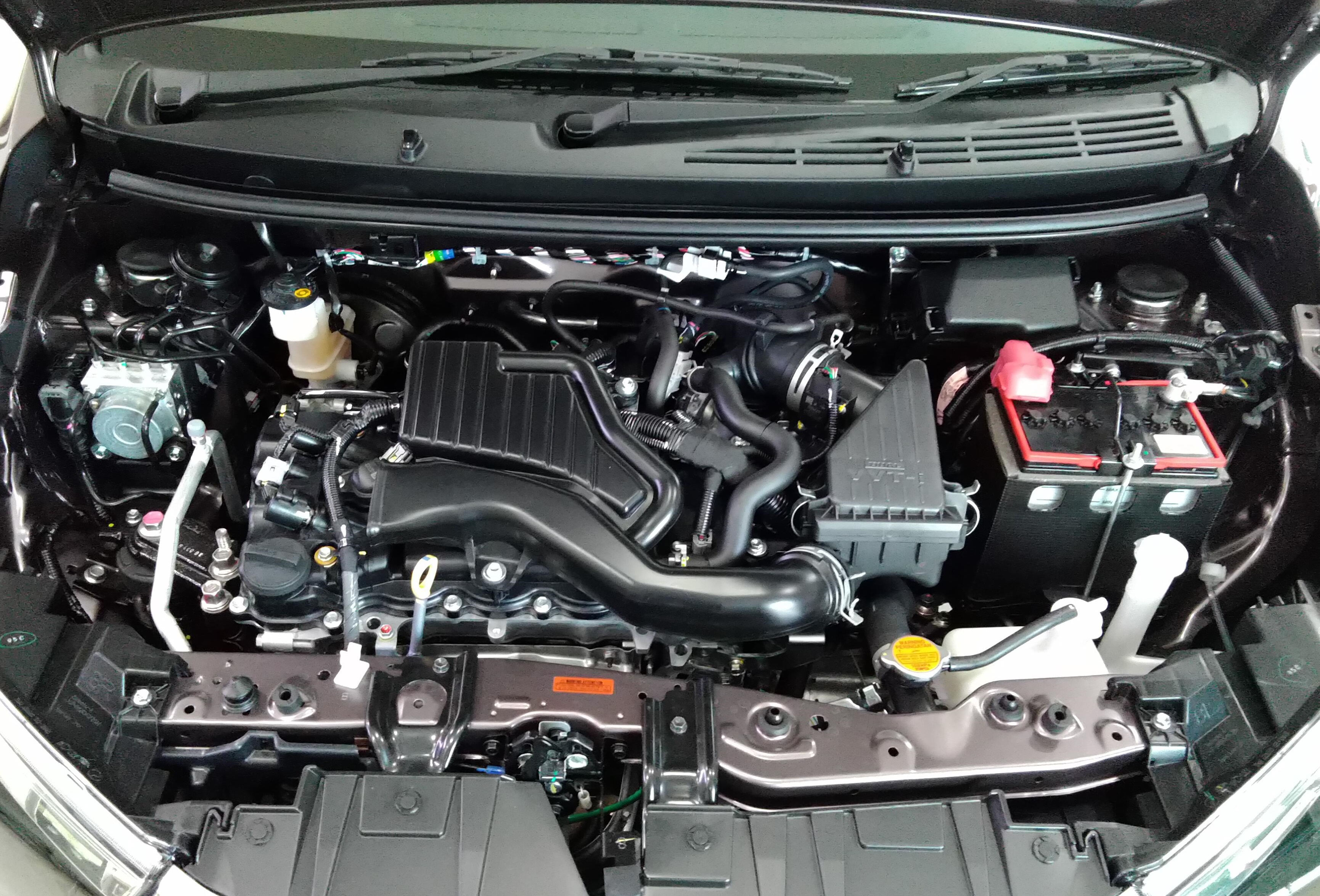
1.3 Liter-Motor 1NR-VE

## Sicherheit
Der Perodua Bezza hat eine Reihe von aktiven und passiven Sicherheitsmerkmalen und ist das erste Modell von Perodua mit ESP. Die Sicherheit der Advance-Variante hat ASEAN NCAP mit 5 Sternen bewertet, die übrigen Modelle mit 4 Sternen.
Alle Bezza-Varianten sind serienmäßig mit ABS mit elektronischer Bremskraftverteilung (EBD), zwei SRS-Airbags jeweils für Fahrer und Beifahrer, sowie zwei Parksensoren hinten ausgestattet. Die Premium X- und Advance-Varianten haben zwei Parksensoren vorne unter den Scheinwerfern, Sonnen- und Sicherheitsfolien für die Fenster und einen Einklemmschutz für den elektrischen Fensterheber auf der Fahrerseite. Das Topmodell Advance ist die einzige Variante mit ESP, Antriebsschlupfregelung (TRC), Bremsassistent (BA), Berganfahrhilfe (HSA) und Gurtwarner für Fahrer und Beifahrer, sowie einer Rückfahrkamera.
Mit der Facelift-Version von 2020 wurde die X-Variante mit ESP und die Advance-Variante mit Peroduas Fahrerassistenzsystem Advanced Safety Assist 2.0 oder kurz ASA 2.0 ergänzt. Dieses Fahrerassistenzsystem wurde erstmals im Perodua Aruz eingesetzt und umfasst einen Kollisionswarner mit Fußgängererkennung, einen autonomen Notbremsassistenten für Geschwindigkeiten von 4–80 km/h, eine Pedal-Fehlbedienungskontrolle und einen Abfahrtswarner vorne, der den Fahrer warnt, wenn das Fahrzeug vor einem zum Beispiel an einer Ampel losfährt.